# Santamaria/Notte notte
Santamaria/Notte notte è un singolo di Guido De Angelis e Maurizio De Angelis, pubblicato con lo pseudonimo Oliver Onions dalla Kangaroo Team Records nel 1980.

## Santamaria
Santamaria, indicato come Santa Maria sulla copertina del 45 giri e come Santamaria sulla label, è un brano scritto da Cesare De Natale su musica di Guido e Maurizio De Angelis.
Il singolo ottenne un'ampia distribuzione all'estero, in paesi quali Sud Africa, Polonia, Irlanda, Inghilterra, Francia, Austria, Spagna e Germania. In quest'ultimo paese ottenne un clamoroso successo entrando nella top twenty dei singoli più venduti il 4 maggio 1980, toccando il picco massimo del primo posto per sei settimane consecutive e rimanendo in classifica per trenta settimane consecutive risultando il quarto singolo più venduto dell'anno in Germania.
Il singolo raggiunse la prima posizione anche in Svizzera, dove rimase in classifica per quattordici settimane.
In Italia il singolo non ottenne lo stesso impatto, non riuscendo ad andare oltre la ventisettesima posizione e risultando solo il novantesimo singolo più venduto dell'anno.

## Notte notte
Notte notte è la canzone pubblicata sul lato B del singolo, brano scritto dagli stessi autori.
Entrambi i brani sono stati inclusi nell'album Santa Maria, pubblicato nel novembre del 1979.

## Edizioni
Al di fuori dell'Italia, il singolo è stato pubblicato con il brano Superdonna sul lato b, anch'esso incluso nell'album.